# Лимонница махагуру
Лимонница махагуру (лат. Gonepteryx mahaguru) — дневная бабочка из рода Gonepteryx в составе семейства белянок (Pieridae).

## Описание
Вершина переднего крыла сильно вытянута. Размах крыльев 50-55 мм. Крылья самца сверху различаются по цвету — бо́льшая часть передних крыльев ярко-жёлтого цвета, а их внешний край и задние крылья — бледно-жёлтого цвета. Верхняя сторона крыльев самки — зеленовато-белая. Задние крылья с зубцом на жилке Cu1. Половой диморфизм выражается в более светлой окраске основного фона у самок.

## Ареал
Индия (Кашмир, Уттаракханд), Пакистан, Китай, Корея и Япония